# Дивізійська сільська територіальна громада
Дивізійська сільська територіальна громада — територіальна громада в  Україні, у Білгород-Дністровському районі Одеської області. Адміністративний центр — село Дивізія. 
Утворена в рамках адміністративно територіальної реформи в Україні, шляхом об'єднання Жовтоярської, Дивізійської, Вишнівської, Рибальської, Кочкуватської сільських рад.
Водойми на території громади: лиман Шагани, лиман Будури, лиман Карачаус, лиман Хаджидер, лиман Алібей, Річка Хаджидер, річка Глибока (Царичанка).
Перші вибори до ради громади відбулися 25 жовтня 2020 року.
15 липня 2025 року, відповідно до наказу №1151 Міністерства розвитку громад та територій України, територія громади входить до оновленого переліку територій бойових дій.  

## Склад громади
До складу громади входять 11 сіл:
- Балабанка
- Вишневе
- Дивізія
- Жовтий Яр
- Кочкувате
- Лиман
- Маразліївка
- Нове
- Рибальське
- Ройлянка
- Царичанка